# Marcos Paulo (Fußballspieler, 1974)
1. WEITERLEITUNG Marcos Paulo Souza Ribeiro